# والتر فارمر
والتر فارمر (بالإنجليزية: Walter Farmer)‏ هو مهندس معماري أمريكي، ولد في 7 يوليو 1911 في ألايانس في الولايات المتحدة، وتوفي في 9 أغسطس 1997 في سينسيناتي في الولايات المتحدة بسبب سرطان.